# Luciano Caramel
Luciano Caramel (* 13. Dezember 1935 in Como; † 26. November 2022 in Erba) war ein italienischer Kunsthistoriker und Kunstkritiker.

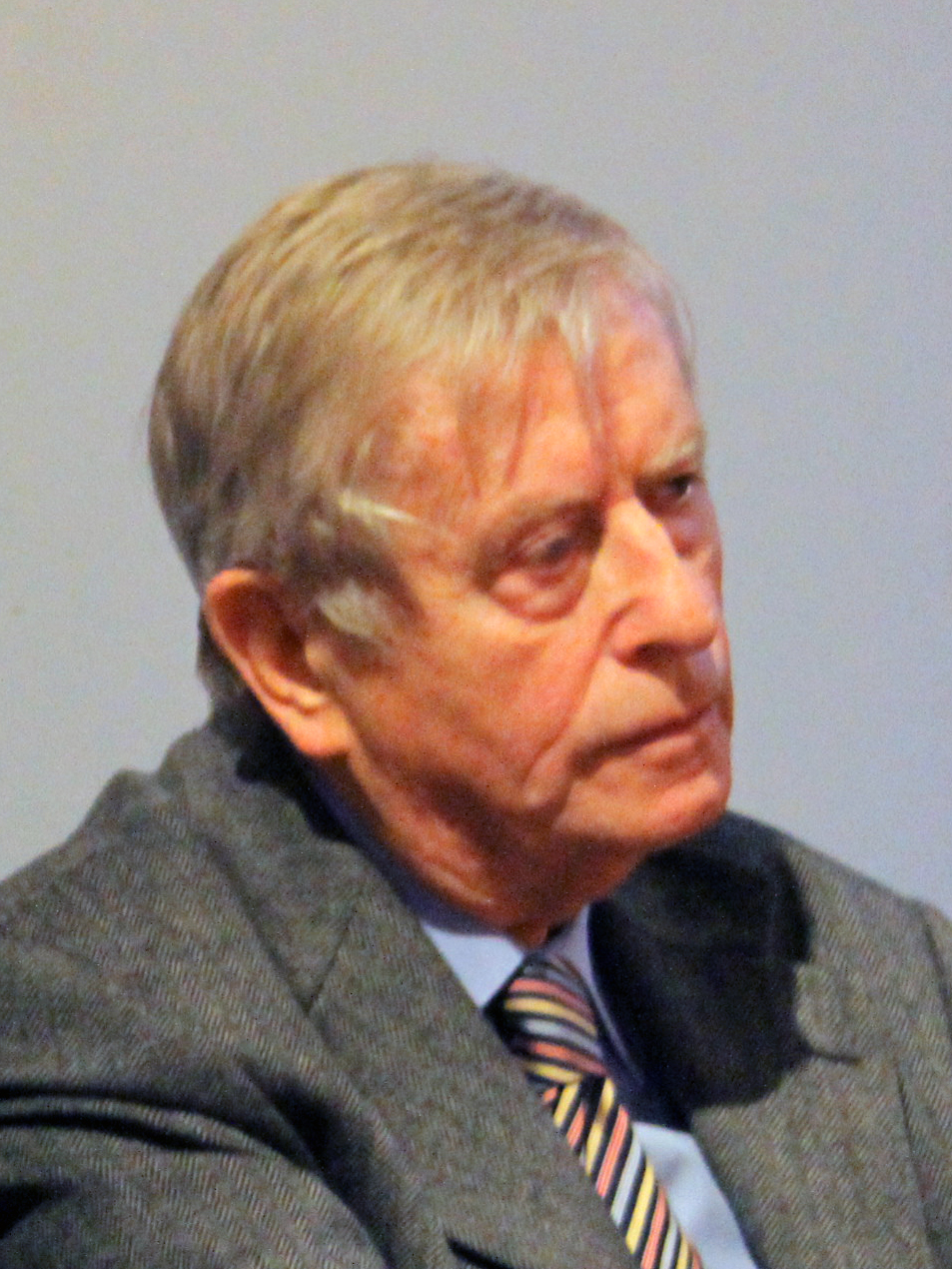
Luciano Caramel um 2013

## Leben
1970 arbeitete er mit der Biennale von Venedig zusammen, deren Kommissar er 1982 wurde. Im Jahr 1993 war er Kommissar der Quadriennale von Rom. Seine akademische Laufbahn umfasst mehr als fünfzig Jahre. Er war Rektor der Accademia Albertina in Turin im akademischen Jahr 1976–1977, Vizerektor der Accademia Brera von 1979 bis 1982, ordentlicher Professor für Geschichte der modernen Kunst an der Università del Salento in Lecce und schließlich ordentlicher Professor für Geschichte der zeitgenössischen Kunst an der Università Cattolica del Sacro Cuore in Mailand und Brescia bis 2008. 2002 organisierte er zusammen mit Bischof Carlo Chenis die 10. Biennale für sakrale Kunst.
Über Girolamo Borsieri und der Sammlung von Federico Borromeo schrieb er im modernen Kontext.
Caramel besaß zahlreiche Kunstwerke des 20. Jahrhunderts und legte in Zusammenarbeit mit Fiorenzo Barindelli eine Sammlung an.
Er starb im Alter von 86 Jahren im November 2022 in einem Pflegeheim in Erba.

## Familiäres Umfeld
Sein Vater stammte aus Fagarè della Battaglia, einem Ortsteil von San Biagio di Callalta in der Provinz Treviso, wo die Familie Caramel lebte und Giacomo Caramel, Lucianos Onkel, 1890 geboren wurde. Dort wurde auch eine weitere Tante geboren, Grazia Bottani, ebenfalls Malerin und eine einzigartige Künstlerin, die ihre Wandteppiche viermal auf der Biennale in Venedig ausgestellt hat. Seine Cousins aus Treviso, die Söhne von Giacomo und einem weiteren Bruder, waren Künstler, die mit unterschiedlichen Schicksalen am kulturellen Wiederaufbau der Nachkriegszeit beteiligt waren: Angelo Caramel (1924–1970), ein vom Schicksal gebeutelter Maler, der früh verstarb, Bruno Darzino, ein führender Vertreter der künstlerischen Erneuerung von Treviso, dem „kleinen Athen“, wie es Dino Buzzati definierte, Sergio Palmi Caramel (1925–981) und Claudio Caramel (1957), Architekten, die seit 1960 geschützte Werke der Architektur des 20. Jahrhunderts schufen. 1983 veranstalteten die Städtischen Museen von Treviso eine große Retrospektive des über neunzigjährigen Giacomo Caramel, und Luciano hinterließ eine unvergessliche Seite in dem von Luigina Bortolato und Franco Solmi herausgegebenen Katalog mit dem Titel „Strukturelle Merkmale des Werks von Giacomo Caramel“. Er schreibt: „... in gegensätzlicher Sorge schreibe ich dieses Zeugnis über Giacomo Caramel, den Bruder meines Vaters, der mir durch gemeinsame Interessen, einen ununterbrochenen kulturellen Dialog und eine enge Blutsverwandtschaft immer nahe war. Die Furcht, sich von Gefühlen beeinflussen zu lassen und dadurch in Fehlurteile zu verfallen, führt zu einer Art übertriebener Kontrolle, zu ungerechter Strenge...“. Anlässlich der großen anthologischen Ausstellung im Museum von Bailo kam er mit Claudio Caramel in Kontakt, der als junger Mann dem alten Maler bei der Zusammenstellung der Werke für die Ausstellung half und mit Giuseppe Davanzo an der Gestaltung mitarbeitete. Von da an begann eine lange Zusammenarbeit mit dem Architekten aus Padua, der das Caramel-Archiv verwaltete.

## Hauptwerke
- Luciano Caramel: MAC, Movimento Arte Concreta. Hrsg.: Electa. Mailand 1984 (italienisch).
- Luciano Caramel: Movimento Arte Concreta 1948–1958. Galleria Fonte D’Abisso Edizioni, Modena 1987 (italienisch).
- Luciano Caramel: Giovanni Campus. Pittura-scultura 1952–2009. Tempo in processo. Belforte Cultura, Mailand, Livorno 2009, ISBN 978-88-89183-26-7 (italienisch).
- Luciano Caramel: Fra terra e cielo, Fontana, Melotti, Leoncillo. Premia, Casalbeltrame 1995 (italienisch).
- Luciano Caramel: Arte in Italia 1945–1960. Vita e Pensiero, Mailand 1994, ISBN 978-88-343-4885-7 (italienisch).
- Luciano Caramel: Medardo Rosso. Southbank Centre, London 1994, ISBN 978-1-85332-115-3 (englisch).
- Luciano Caramel: Pino Pascali. Mazzotta, Mailand 1993 (italienisch).
- Luciano Caramel: RHO Catalogo Generale. Electa, Mailand 1990, ISBN 978-88-435-3333-6 (italienisch).
- Luciano Caramel: L’Europa dei Razionalisti. Electa, Mailand 1989, ISBN 978-88-435-2847-9 (italienisch).
- Luciano Caramel: Dopo il concettuale, Nuove generazioni in Lombardia. Mazzotta, Mailand 1986, ISBN 978-88-202-0672-7 (italienisch).
- Luciano Caramel: Antonio Sant’Elia, l’opera Completa. Arnoldo Mondadori Editore, Mailand 1987, ISBN 978-88-04-30109-7 (italienisch).
- Luciano Caramel: Musei di Monza: Museo civico dell’Arengario. Electa, Mailand 1981 (italienisch).
- Luciano Caramel, Francesco Poli: L’arte bella, questione delle accademie di belle arti in Italia. Feltrinelli Editore, Mailand 1979 (italienisch).